# Miagrammopes poonaensis
Miagrammopes poonaensis är en spindelart som beskrevs av Benoy Krishna Tikader 1971. Miagrammopes poonaensis ingår i släktet Miagrammopes och familjen krusnätsspindlar. Inga underarter finns listade i Catalogue of Life.